# Présentevillers
Présentevillers is een gemeente in het Franse departement Doubs (regio Bourgogne-Franche-Comté) en telt 489 inwoners (1999). De plaats maakt deel uit van het arrondissement Montbéliard.

## Geografie
De oppervlakte van Présentevillers bedraagt 3,8 km², de bevolkingsdichtheid is 128,7 inwoners per km².
De onderstaande kaart toont de ligging van Présentevillers met de belangrijkste infrastructuur en aangrenzende gemeenten.

## Demografie
Onderstaande figuur toont het verloop van het inwonertal (bron: INSEE-tellingen).